# Język tartesyjski
Język tartesyjski – język wymarły w ok. V wieku p.n.e., używany na południowo-wschodnim Półwyspie Iberyjskim. Był zapisywany pismem paleohiszpańskim. Obecnie znanych jest 95 napisów w języku tartesyjskim, z których najdłuższy zawiera 82 czytelne znaki. 
Klasyfikacja genetyczna tartesyjskiego jest nieustalona.